# Uropodidae
Uropodidae zijn  een familie van mijten. Bij de familie zijn 9 geslachten met circa 260 soorten ingedeeld.